# Catedral

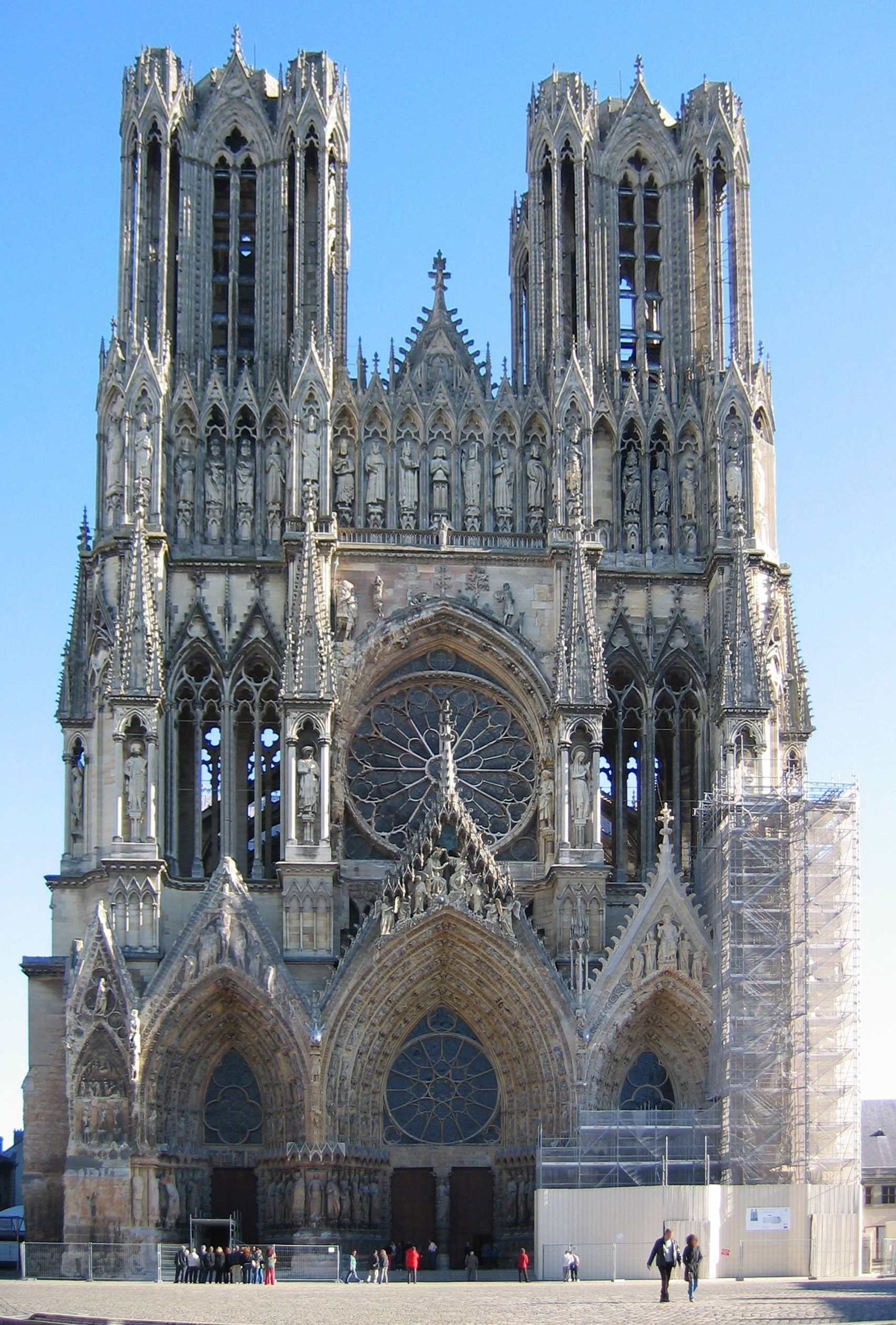
Catedral de Notre-Dame de Reims (França), sede de uma diocese católica desde a Idade Média

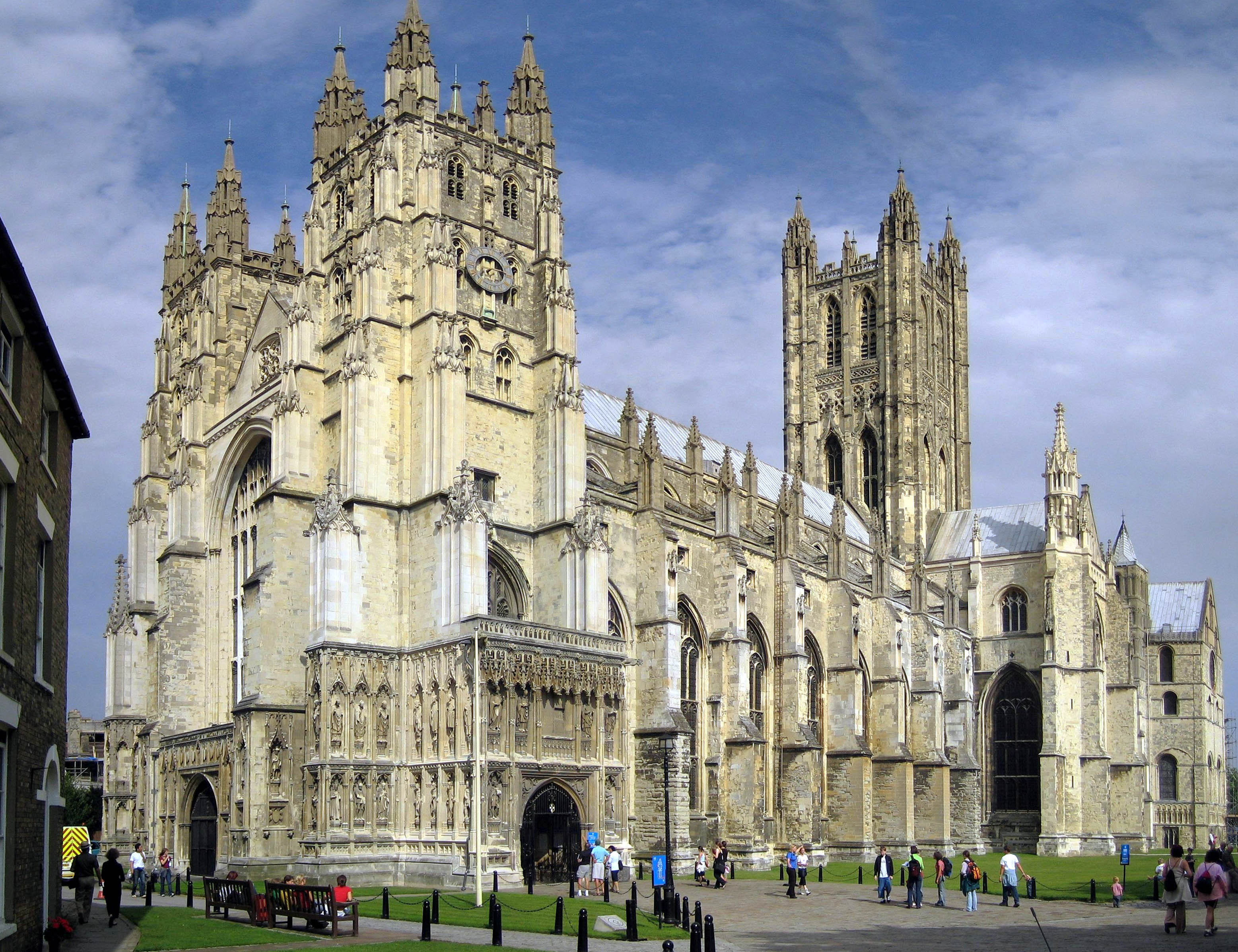
Catedral da Cantuária (Inglaterra), sede do Arcebispo anglicano da Cantuária

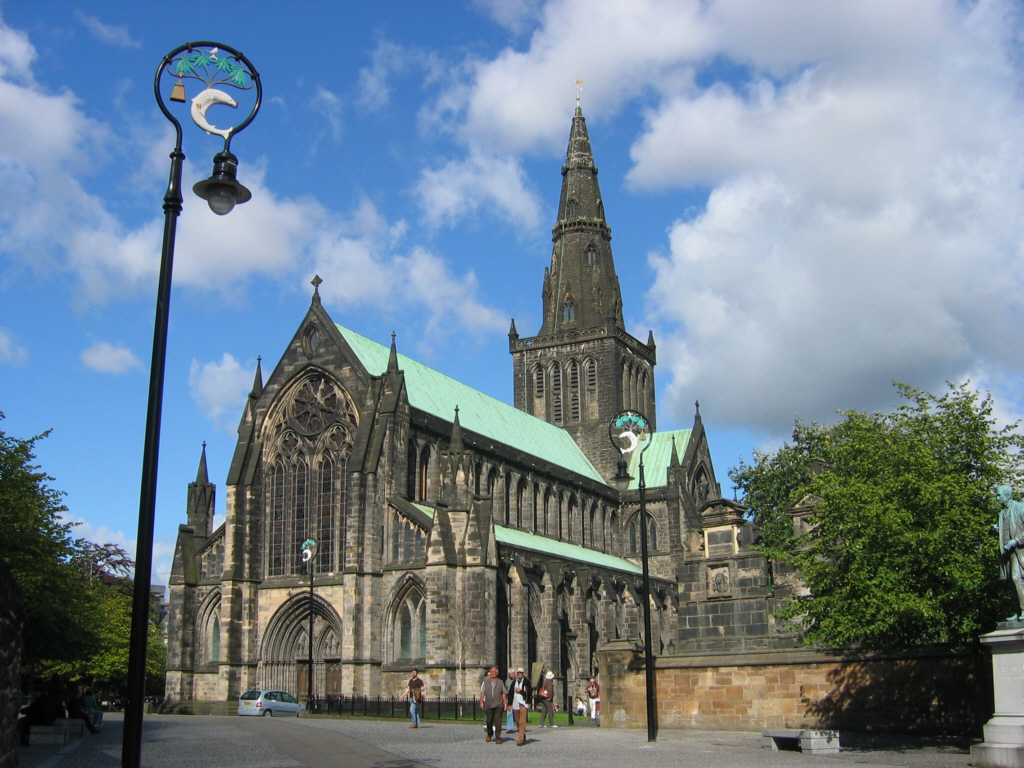
A Catedral de Glasgow, da Igreja da Escócia, que já não tem um bispo mas retém o seu título

Catedral ou Sé é o templo cristão em que se encontra a sede de um bispo e uma diocese, com seu cabido. Entende-se por catedral a igreja onde se encontra o trono do bispo da diocese. Nas igrejas primitivas, o trono do bispo (cátedra) era colocado na parte de trás da abside, no eixo, como o assento do juiz na antiga basílica, e o altar erguia-se em frente à tribuna, geralmente sobre o túmulo de um mártir. Deriva do latim cathedra (cátedra, cadeira), que significa assento ou trono episcopal.
O termo é empregado para alguns templos católicos, ortodoxos, anglicanos, protestantes e pentecostais. Em alguns casos, são ainda chamadas catedrais templos que perderam seu caráter de sede episcopal, como ocorreu com muitas antigas catedrais no Norte da Europa após a Reforma Protestante.

## Designação

Catedral de Helsínquia na Finlândia

O termo catedral deriva de "cátedra", cadeira de espaldar alto onde se senta um bispo. Em latim eclesiástico é oficialmente denominada ecclesia cathedralis; porém, de acordo ao título dos prelados à frente da catedral, esta pode ser denominada catedral episcopal, metropolitana, patriarcal ou primada. O adjetivo catedral foi ao longo dos tempos assumindo o caráter de substantivo, e é hoje o termo mais comumente utilizado para designar estas igrejas.
As catedrais eram consideradas a casa principal de Deus (Domus Dei) ou dos santos aos quais eram dedicadas, de onde derivam as palavras italiana Duomo e o germânico Dom. Em alguns lugares da Alemanha ou de influência alemã, como em Estrasburgo (França), a catedral pode ser conhecida como Münster (derivado de Monasterium) por ter sido administrada no passado por monges, como um monastério. Em português utiliza-se ainda o termo sé catedral — ou apenas "sé" — para designar uma catedral, sendo esta designação derivada da palavra "sede", como em Santa Sé (Santa Sede). Em catalão existe um termo equivalente, o de seu episcopal.
Na Igreja Ortodoxa, o termo "catedral" propriamente não existe, utilizando-se simplesmente o termo "A igreja" ou "A grande igreja" para as sedes episcopais.

## Cocatedral
Denomina-se cocatedral ou concatedral ao edifício religioso com rango de catedral que compartilha a sede episcopal com outro templo catedralício. Dois exemplos são: a Arquidiocese de Olinda e Recife, em que a sede é compartilhada entre a Sé de Olinda e a Concatedral de São Pedro dos Clérigos, no Recife, no Brasil; e a Diocese de Bragança e Miranda, cuja sé é dividida entre as cidades de Bragança e Miranda do Douro.

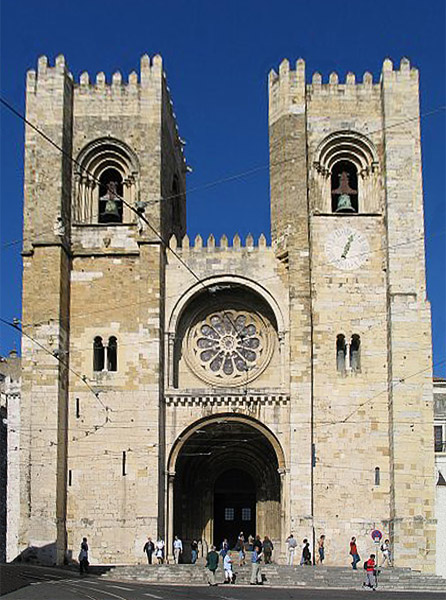
Catedral de Lisboa (Portugal), sede de um patriarcado católico desde o séc. IV (inicialmente como diocese).

## Protestantismo
O termo é usado no protestantismo. Seu uso também é comum em outras denominações, como, por exemplo, nas igrejas luteranas de Escandinávia. Antigas catedrais que eram antes católicas e depois foram transformadas em templos protestantes durante a Reforma, carregam esse nome até os dias atuais.

## Pentecostalismo
O termo também é usado por ramos pentecostais para nomear alguns de seus templos. Em algumas denominações, como a Igreja do Evangelho Quadrangular, o termo "Catedral" é usado para a igreja sede no município (Catedral da Paz, Catedral do Amor, Catedral da Fé, Catedral da Unção e outros), liderada pelo pastor titular na cidade.

## Termos arquitetônicos
- Nártex
- Nave
- Transepto
- Cruzeiro
- Coro
- Ábside
- Deambulatório, ou charola
- Trifório
- Coruchéu
- Pináculo
- Campanário
- Capelas radiantes, ou ábsides secundárias
- Cabeceira